# Матусов (село)
Ма́тусов (укр. Матусів) — село в Звенигородском районе Черкасской области Украины, в 13 километрах на северо-восток от районного центра города Шпола.

## История
Некоторое время входило во владения князя Г. А. Потёмкина, от которого перешло к родственнику его, генералу Николаю Высоцкому. В 1811 году село было продано генералу-майору Алексею Петровичу Орлову, от которого перешло к его сыну генералу-лейтенанту Ивану Алексеевичу Орлову. Было резиденцией владельца, откуда велось управление его имениями.
В селе имелись церкви Вознесенская и Дмитриевская. Первая — каменная, построена в 1818 году А. П. Орловым на месте существовавшей прежде деревянной (проект церкви приписывается архитектору Андрею Меленскому). Вторая — деревянная, построена прихожанами в 1762 году.
В июле 1995 года Кабинет министров Украины утвердил решение о приватизации находившихся здесь племенного завода и сахарного завода.
В марте 1996 года было возбуждено дело о банкротстве сахарного завода (в июне 2001 года завод был признан банкротом и началась процедура его ликвидации).
По переписи 2001 года население составляло 4507 человек. По состоянию на 20.09.2024 года в селе зарегистрировано 3228 человек.

## Известные жители
2 июля 1925 года здесь родилась Ольга Арсеньевна Олейник — известный учёный-математик, профессор механико-математического факультета МГУ, академик РАН

## Местный совет
20630, Черкасская обл., Звенигородский р-н, с. Матусов, ул. Кравченко